# Otto Kohlrausch
Otto Ludwig Bernhard Kohlrausch (Barmen, 20 marzo 1811 – Hannover, 14 novembre 1854) è stato un chirurgo tedesco.

## Biografia
Studiò scienze naturali all'Università di Bonn e medicina all'Università Georg-August di Göttingen. Visitò gli ospedali di Copenaghen e Londra, poi nel 1835 iniziò uno studio medico ad Hannover. Nel 1841 fondò un centro benessere a Rehburg-Loccum per conto del governo.
Otto Kohlrausch proviene da una famiglia di scienziati e studiosi, uno di questi il nipote Friedrich Kohlrausch (1840-1910). Le omonime "valvole di Kohlrausch" prendono il nome da lui. Un'altra struttura anatomica associata al suo nome è il "muscolo di Kohlrausch", un termine usato per riferirsi a qualsiasi muscolo longitudinale della parete del retto.

## Opere principali
- Physiologie und Chemie in ihrer gegenseitigen Stellung; (Göttingen 1844).
- Zur Anatomie und Physiologie der Beckenorgane; (Leipzig 1854).[3]